# 中尾潤
中尾 潤（なかお じゅん、1959年 - ）は、日本の実業家。電通総研所長。財務省大臣官房企画官。東京オリンピック・パラリンピック組織委員会局次長
。
。

## 経歴
- 1981年 - 慶応義塾大学卒業
- 1981年 - 電通入社
- 2010年 - 財務省大臣官房企画官
- 2014年 - 電通総研所長
- 2016年 - 東京オリンピック・パラリンピック競技大会組織委員会マーケティング局次長